# Hôtel du prévôt
L'hôtel du Prévôt, hôtel des Prévôts  ou    hôtel Jassaud  est un ancien hôtel particulier démoli en 1891 qui était situé au 16 rue Charlemagne dans le 4e arrondissement de Paris.

## Histoire
L’hôtel du Prévôt était situé à l’emplacement de la  Maison des Marmousets qui datait du XIIIe siècle et dont le terrain allait de la rue du Prévôt jusqu'à l'enceinte de Philippe-Auguste. Cet hôtel particulier est acheté en 1369 par Hugues Aubriot, prévôt de Paris, sur ordre du roi Charles V qui résidait dans l’hôtel Saint-Pol à proximité. 
Les différents possesseurs sont :
- 1369 : Hugues Aubriot, qui achète de Jacques de Pacy la maison des Marmousets, à l'aide d'une somme de quinze cents francs d'or que lui donna Charles V « pour qu'il fût plus près de l'hôtel Saint-Pol. » Il mourut en disgrâce et ses biens furent saisis ;
- 1383 : Pierre de Giac, chancelier de France, qui achète du roi Charles VI, et se fait donner, pour douze deniers de cens annuel, les anciens murs, avec les deux tours y comprises, auxquels joignait le jardin ;
- 1397 : Louis, duc d'Orléans, qui achète à Pierre de Giac, moyennant huit mille livres et deux autres maisons. L'hôtel est alors connu sous le nom d'hôtel du Porc-Épic, sans doute à cause de l'ordre fondé par ce prince, et dont les insignes devaient figurer sur les vitraux ou les sculptures ;
- 1404 : Jean, duc de Berry, qui reçoit de Louis d'Orléans l'hôtel du Porc-Épic, en échange de l'hôtel des Tournelles, et le donne la même année à Jean de Montaigu ;
- 1404 : Jean de Montagu, qui le possède jusqu'à sa mort violente en 1409; il est décapité aux Halles et ses biens sont confisqués ;
- 1409 : Guillaume de Bavière, comte de Hainaut, qui vient au secours du duc de Bourgogne, son beau-frère, et reçoit l'hôtel, avec tous ses meubles, et même les vieux murs de la ville qui en faisaient partie, « depuis la rue Saint-Antoine, vis-à-vis le prieuré Sainte-Catherine jusqu'au chantier du roi, bâti sur le bord de la rivière, pour en jouir sa vie durant. » Il mourut le 31 mai 1417 ;
- 1417 :  Jean de Bourgogne, duc de Brabant, gendre de Guillaume de Bavière, qui reçoit l'hôtel par une nouvelle donation du roi ; il meurt sans postérité en 1427 ;
- vers 1440 : Arthur de Richemont, connétable de France; dont la femme, Marguerite de Bourgogne, y mourut en 1441 ;
- vers 1472, Robert d'Estouteville, prévôt de Paris, mort en 1479. Il payait les douze deniers de cens pour les murailles en 1472 et 1475 ;
- 1479 : Jacques d'Estouteville, fils de Robert, aussi prévôt de Paris, mort en 1509. Le plan de tapisserie (16e siècle) désigne l'hôtel sous le nom d'hôtel du Prévôt de Paris :
- 1509 : Louis Malet, dit l'amiral de Graville, mort en son Château de Montagu à Marcoussis, en 1516. Il était l'arrière-petit-fils de Jean de Montaigu et jouit de tous ses biens. Il laissa l'hôtel à son gendre. Selon le baron Jérôme Pichon, c'est à lui que l'on doit les constructions encore visibles au début du XXe siècle ;
- 1516 : Pierre de Balsac, baron d'Entraigues, mari d'Anne de Graville ;
- vers 1572 : Me Guillaume Le Gentilhomme, seigneur de La Barre, avocat au parlement de Paris, qui, en 1572, payait les douze deniers de cens annuels : « pour les murailles... jusqu'à une tour du coin, en laquelle a accoutumé être la chaîne traversant la rivière de Seine. »

Peu de temps après, l'hôtel est divisé en deux lots : la partie orientale de l'hôtel constituée des jardins adjacents aux murailles de la ville est séparée et devient l’hôtel de la Barre, acquis en 1629 par les Jésuites auprès du sieur Morand, seigneur de Mesnil-Garnier, pour leur maison professe, actuel lycée Charlemagne. L'autre partie, constituée par l'hôtel de Graville au 16 rue Charlemagne, devient l’hôtel de Jassaud et restera dans les mains de cette famille tout au long des XVIIe et XVIIIe siècles. C'est lui qu'on appellera par la suite hôtel du Prévôt.
Au XIXe siècle, l'ancien hôtel est occupé par des artisans. On accédait à la cour par le passage Charlemagne.
Le bâtiment sur rue est démoli en 1891 remplacé par un immeuble et le bâtiment sur cour en 1908,.

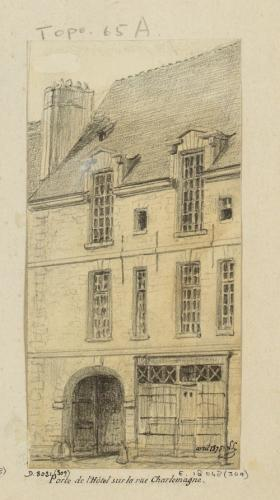
Façade sur rue
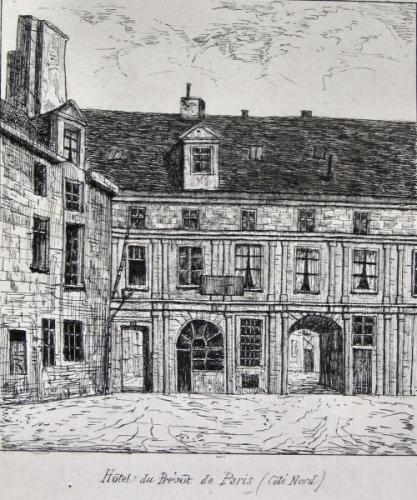
Hôtel du prévôt Côté nord
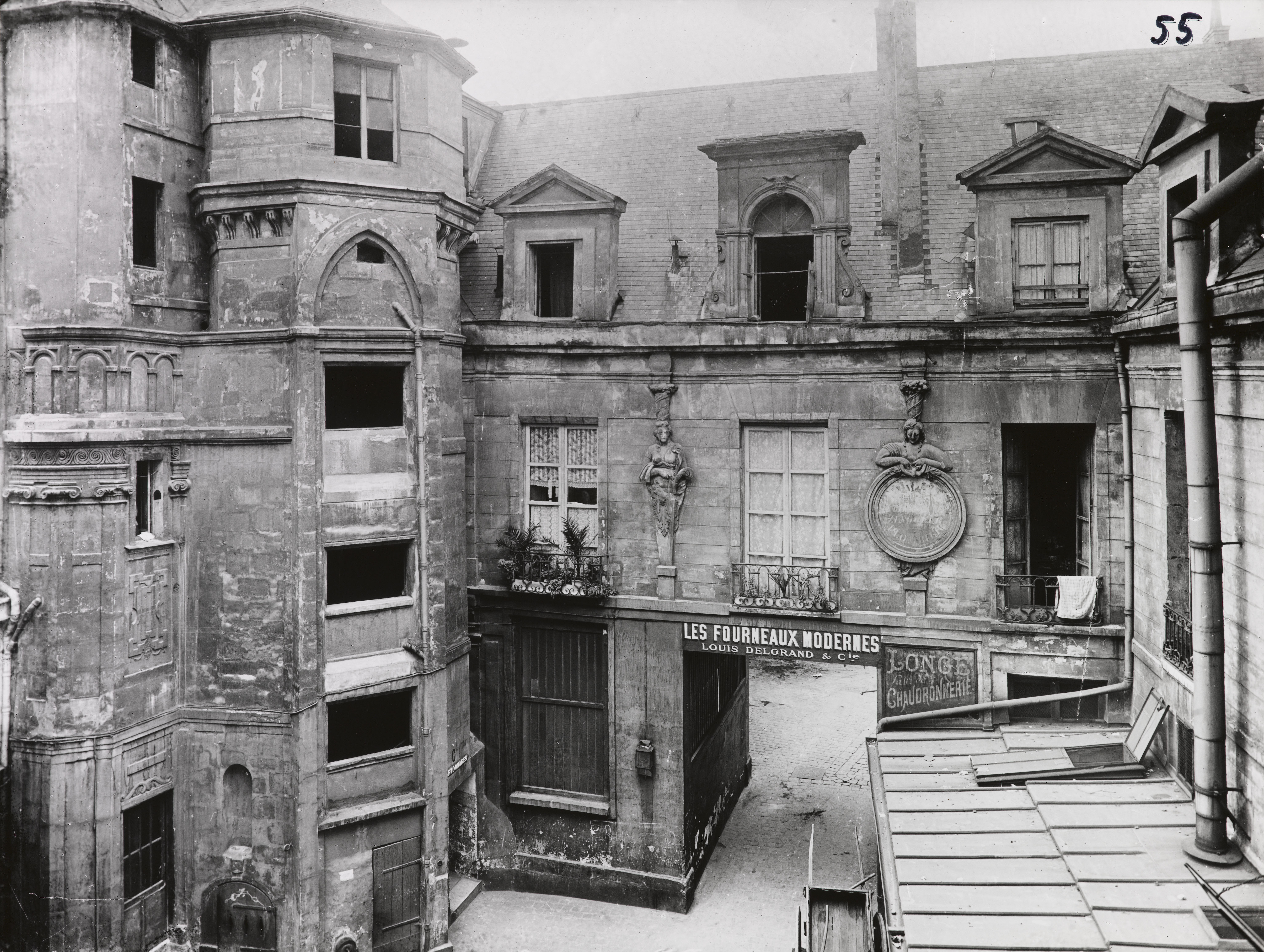
Façade, côté passage Charlemagne
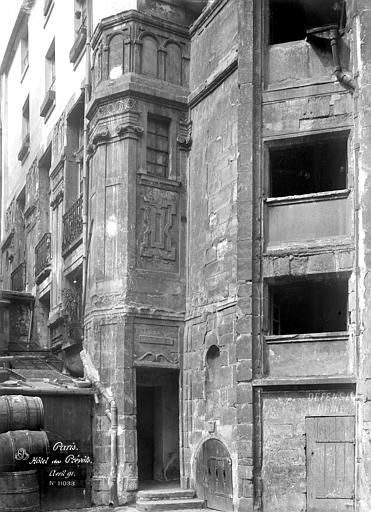
Tourelle d'escalier

## Bâtiments remarquables et lieux de mémoire
- No 5 : la large porte cochère permettait le passage des carrosses malgré l’étroitesse de la rue[5].